# Бетплан
Бетплан (фр. Betplan) насеље је и општина у јужној Француској у региону Миди Пирене, у департману Жерс која припада префектури Миранд.
По подацима из 2011. године у општини је живело 110 становника, а густина насељености је износила 20,15 становника/km². Општина се простире на површини од 5,46 km². Налази се на средњој надморској висини од 171 метар (максималној 315 m, а минималној 168 m).

## Демографија
| 1962. | 1968. | 1975. | 1982. | 1990. | 1999. | 2011. |
| ----- | ----- | ----- | ----- | ----- | ----- | ----- |
| 98    | 107   | 91    | 98    | 120   | 136   | 110   |

График промене броја становника у току последњих година